# Snow White’s Poison Bite
Snow White’s Poison Bite war eine finnische Metalcore-Band mit Horrorpunk-Einflüssen aus Joensuu.

## Geschichte
Snow White’s Poison Bite wurde 2007 gegründet und bestand aus den Musikern Allan „Jeremy Thirteenth“ Cotterill (Gesang/Gitarre), Tuomo Korander (Gitarre), Jarkko Penttinen (Bass) und Teemu Leikas (Schlagzeug).
Im Mai 2008 gewann Snow White’s Poison Bite den Bandwettbewerb Big Boom Band Competition. Der Preis war eine dreitägige Aufnahmesitzung in einem modernen Tonstudio und eine Auftrittsmöglichkeit beim Himos Festival 2008. Ihre nach der Band benannte Debüt-EP wurde 2008 in Eigenregie produziert und veröffentlicht. Anfang 2009 unterschrieb die Band einen Vertrag mit Poko Rekords (EMI Finland) und veröffentlichten die EP Drama Through Your Stereo. Die Band war Vorband für die US-amerikanische Band Alesana, die in Helsinki spielten. Auf der Music Against Drugs-Tour, die von der Organisation Youth Against Drugs gestartet wurde, spielte die Band erstmals in ganz Finnland.
Die Band stand ab Anfang 2010 bei Sound of Finland Records unter Vertrag und veröffentlichte ihr Debütalbum The Story of Kristy Killings im Oktober 2010. In Japan erschien das Album über Marquee/Avalon. In den Vereinigten Staaten ist das Album lediglich als Download über ITunes zu erwerben. Zuvor erschienen die Singles Valentine’s Doom und Kristy Killings.
Die Band spielte im April 2011 im Vorprogramm der schwedischen Band Her Bright Skies. Im Mai 2011 gaben Toumo Korander, Jarkko Penttinen und Teemu Leikas den Ausstieg aus der Band bekannt. Aufgrund des Ausstieges der drei Musiker musste eine angesetzte Finnland-Tour abgesagt werden.
Cotterill fand mit Tuomo Räisänen (Gitarre), Wili Ala-Krekola (Schlagzeug) und Hannu Saarimaa (Bass) drei neue Musiker. Im Oktober 2012 gab die Gruppe bekannt, vom US-amerikanischen Label Victory Records unter Vertrag genommen worden zu sein. Im April 2013 erschien das Album Featuring: Dr. Gruesome And The Gruesome Gory Horror Show. Im April und Mai 2013 tourte die Gruppe unter anderem mit Her Bright Skies und Farewell, My Love im Rahmen der Bryan Stars Tour durch die Vereinigten Staaten. Im Anschluss an dieser Tour spielte die Gruppe auf einer weiteren Konzerttour mit Chomp Chomp Attack! aus Kanada.
Im November 2018 löste sich die Band auf.

## Stil
Die Band bezeichnete ihren Musikstil als Horrorcore.

## Diskografie
- 2008: Snow White’s Poison Bite (EP, kein Label)
- 2009: Drama Through Your Stereo (EP, Poko Rekords / EMI Finland)
- 2010: The Story of Kristy Killings (Sound of Finland Records)
- 2013: Featuring: Dr. Gruesome and the Gruesome Gory Horror Show (Victory Records)